# Rawicz (Wappengemeinschaft)
Rawicz bezeichnet ein polnisches Wappen, welches von verschiedenen Familien des polnischen Landadels (Szlachta) in der Zeit der polnisch-litauischen Union verwendet wurde.
Das Wappen Rawicz ist der Legende nach eines der ältesten Wappen der Szlachta, möglicherweise sogar das Älteste. Erstmals taucht es als Siegel im 13. Jahrhundert auf. Bis zur Union von Horodło wurde es bei ca. 220 polnischen Adelsfamilien verwendet, meist in der Gegend um Krakau, Lublin und Sandomierz.

## Geschichte
Die Rawitsche waren ein masowischer Ritterstamm, der mit Sicherheit auf das mächtige tschechische Geschlecht der Wrchowez zurückgeht, welches um 1108 vom böhmischen Herzog Svetopluk ausgerottet wurde (siehe: Schweinhausburg). Ein Mitglied des Geschlechts namens Goworek floh nach Polen, wo er von Bolesław III. Schiefmund Güter im Lande Sandomir und in Masowien verliehen bekam. Der ursprüngliche Sitz der Rawitsche in Polen war die Stadt Rawa Mazowiecka, die ihren Namen, wie Rawitsch, vom Stammwappen bekam. Goworeks Enkel, der ebenfalls Goworek hieß, war Kastellan von Krakau und Erzieher des Herzogs Leszek I. des Weißen. Im 13. Jahrhundert teilte sich das Geschlecht  in zwei Linien: der Warschowitze, die von Warsz, Kastellan von Krakau und mutmaßlichem Gründer von Warschau abstammten, und der Grotowitze, die ebenfalls hohe Staatsämter innehatten. Beide Linien waren Anhänger des Königs Władysław I. Ellenlang in seinem Kampfe mit Wenzel II. von Böhmen. Zur größten Macht kamen die Rawitsche in der 2. Hälfte des 14. und im 15. Jahrhundert: viele von ihnen waren Kastellane, einer wurde Bischof von Krakau. Im 15. Jahrhundert erscheinen die Rawitsche auch in Großpolen und Kujawien.

## Anmerkungen

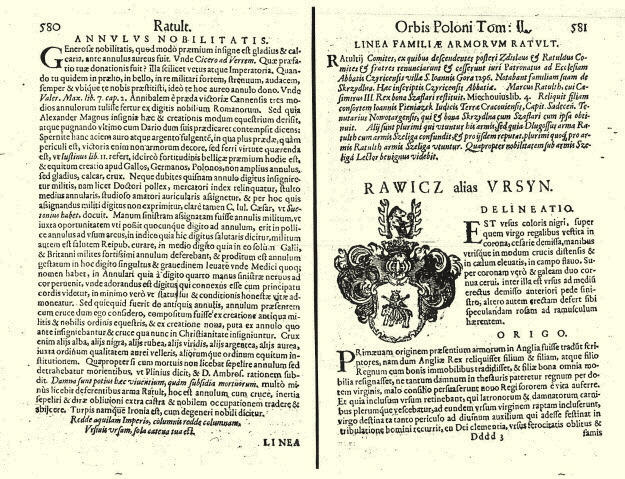
Die Anfangsseite des Rawicz-Kapitels im Wappenbuch Orbis Poloni von Simon Okolski (1642)

## Persönlichkeiten
- Ewelina Borychowska
- Julian Ursyn Niemcewicz
- Stanisław Przyjemski
- Tomasz Adam Ostrowski
- Władysław Ostrowski
- Szymon Okolski